# Takashi Uchino (Fußballspieler, 2001)
Takashi Uchino (japanisch 内野 貴史 Uchino Takashi; * 7. März 2001 in Chiba, Präfektur Chiba) ist ein japanischer Fußballspieler.

## Karriere
Uchino spielte bis 2018 in seinem Heimatland Japan für die U18 von JEF United Ichihara Chiba. Im Juli 2018 schloss er sich der U19 des 1. FC Düren an, ein Jahr später, im Juli 2019, wechselte er in die Jugendabteilung von Alemannia Aachen.
Zur Spielzeit 2020/21 rückte Uchino zu den Profis der Alemannia auf, welche in dieser Spielzeit in der Regionalliga West spielten. Insgesamt absolvierte er 35 Ligaspiele und konnte mit dem Verein in derselben Spielzeit das Finale im Mittelrheinpokal erreichen. Das Finalspiel wurde am 29. Mai 2021 mit 0:2 gegen den FC Viktoria Köln verloren.
Im Juli 2021 folgte sein Wechsel innerhalb der RL West zur Zweitvertretung von Fortuna Düsseldorf. Am 12. März 2022 (26. Spieltag) debütierte Uchino für die 1. Mannschaft in der 2. Fußball-Bundesliga. Beim 1:1 gegen den SC Paderborn 07 stand er über die vollen 90 Minuten auf dem Platz. Im Rückspiel der Bundesliga-Relegation am 27. Mai 2024 (Fortuna Düsseldorf – VfL Bochum 0:3 nach Verlängerung) vergab er im darauf notwendig gewordenen Elfmeterschießen, in dem der VfL Bochum 6:5 führte, durch einen Schuss übers Bochumer Tor die Möglichkeit, seine Mannschaft im Spiel zu halten, so dass Fortuna Düsseldorf in der Relegation scheiterte und den Aufstieg verpasste.
Im August 2024 wechselte er in die Vereinigten Arabischen Emirate zum amtierenden Meister al-Wasl aus Dubai.